# Veliš (hrad)
Zřícenina hradu Veliš, resp. jeho malé pozůstatky, se nachází na stejnojmenném kopci nad obcí Veliš nedaleko Jičína, na katastru městyse Podhradí. Od roku 1964 je hrad chráněn jako kulturní památka.

## Historie
Na Veliši kdysi stával stejnojmenný, původně královský hrad, postavený pravděpodobně Václavem II. a písemně poprvé uváděný roku 1316. Během své existence mnohokrát změnil vlastníky, byli jimi např. Jan Lucemburský, Vartemberkové, Albrecht z Valdštejna, Jiří z Poděbrad nebo Šlikové. Od roku 1500 zde byla po dobu sta let uchovávána basilejská kompaktáta. Koncem 16. století provedl majitel hradu Vilém Trčka z Lípy výrazné, ale zároveň poslední stavební úpravy.
Hrad byl za třicetileté války neúspěšně obléhán Švédy. Z císařského rozkazu byl hrad roku 1658 zbořen, aby nemohl padnout do rukou nepřátelských vojsk, ale již předtím byl údajně velmi zpustlý a opuštěný. I když už tehdy byly zříceniny hradu značně narušeny, k největší zkáze došlo až v 19. století rozšířením čedičového lomu, který zde byl již počátkem 17. století.

## Stavební podoba
O vzhledu hradu Veliše si můžeme učinit představu podle starých obrázků vzniklých v době, kdy hrad již nestál. Podle jedné z kreseb tvořila hlavní část hradu velká hranolovitá věž, krytá sedlovou střechou s cimbuřím, umístěná asi uprostřed hradního komplexu. K věži přiléhaly na západě a východě dva paláce ukončené dvěma menšími věžemi, z nichž k východní byla připojena kaple. Na severu byla předsunuta pevnostní budova s ochozem a střílnami. Přístupová cesta k západní bráně byla chráněna palisádami.
Z hradu se dodnes zachovaly jen nepatrné zbytky zdiva bašt, věže a západního paláce, které jsou pevně spojeny s čedičovým základem, nejasně vyznačené přístupové cesty a terasovitě upravený jižní vrchol.